# Close Quarters

Close Quarters est un film de guerre documentaire britannique de Jack Lee, sorti en 1943. Il est produit par Ian Dalrymple de la Crown Film Unit (en) du Ministère de l'Information britannique. Le film a également été distribué sous le titre Undersea Raider (en français : raid sous la mer). Le titre original est une expression en anglais qui désigne une situation où on est enfermé dans un endroit clos, à l’étroit, ou à distance rapprochée.

## Synopsis
Le film dépeint une patrouille en mer du Nord au large de la Norvège, durant la Seconde Guerre mondiale, réalisée par un sous-marin de la classe T de la Royal Navy, le HMS Tyrant. Ce bâtiment est fictif, son rôle a été joué par le HMS Tribune et son véritable équipage.

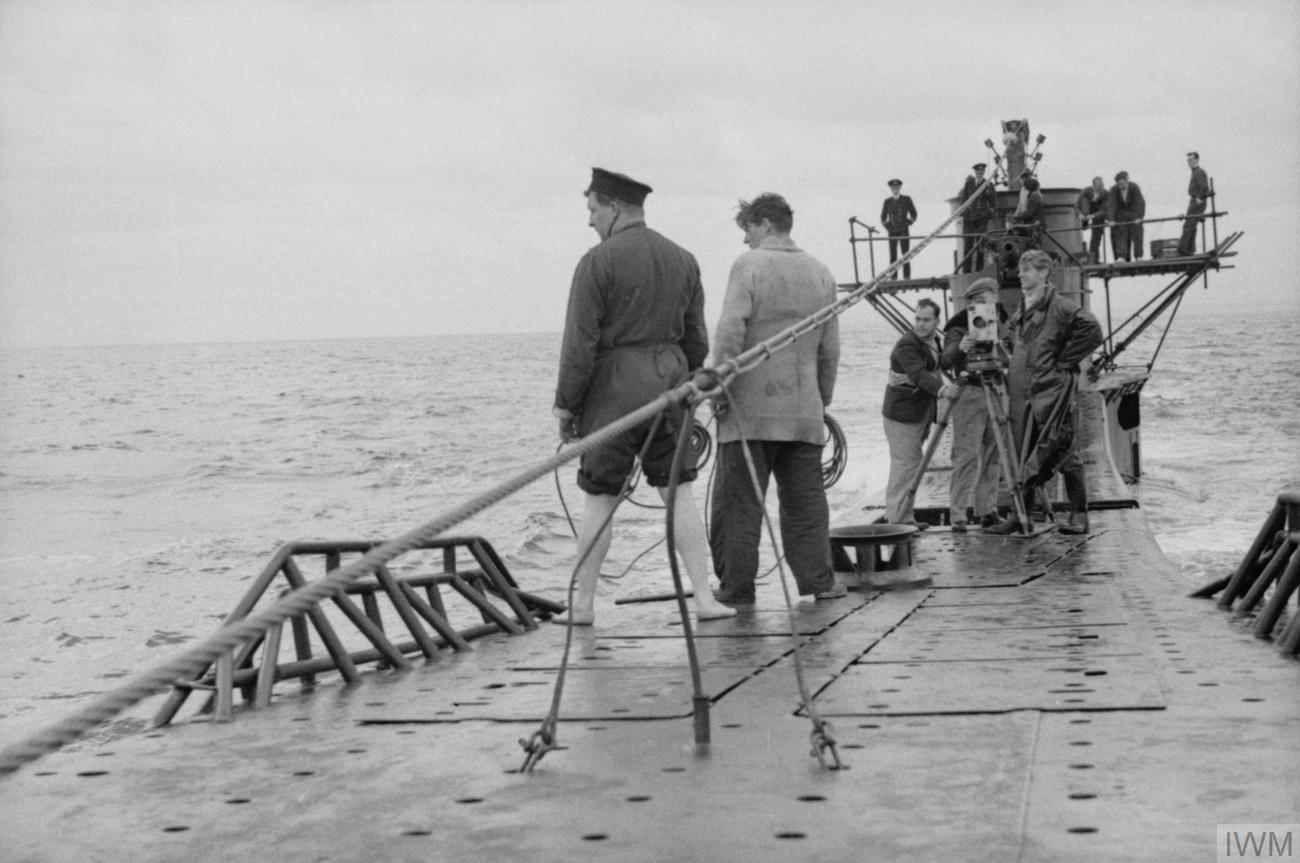
Tournage du film à bord du en 1943

Après avoir fait le plein de carburant, vivres et torpilles, le HMS Tyrant appareille de sa base de Holy Loch, sur la Clyde en Écosse. Dans les eaux ennemies, il détruit un U-Boot allemand avec son canon de pont, puis il recueille des matelots norvégiens, et enfin il torpille et coule un navire de guerre ennemi,.

## Fiche technique
- Titre original : Close Quarters
- Réalisateur : Jack Lee
- Scénariste : Jack Lee
- Genre : guerre
- Producteur : Ian Dalrymple, Crown Film Unit (en)
- Musique : Gordon Jacob
- Durée : 75 minutes
- Lieu du tournage :

## Article annexe
- Sous-marins au cinéma et à la télévision